# Pielomastax varidentata
Pielomastax varidentata är en insektsart som beskrevs av Niu, Y. 1994. Pielomastax varidentata ingår i släktet Pielomastax och familjen Episactidae. Inga underarter finns listade i Catalogue of Life.